# پایگاه نیروی هوایی کیپ کنورل اسکید استریپ
پایگاه نیروی هوایی کیپ کنورل اسکید استریپ (به انگلیسی: Cape Canaveral Air Force Station Skid Strip) یک فرودگاه نظامی است که یک باند فرود آسفالت دارد و طول باند آن ۳۰۴۸ متر است. این فرودگاه در کشور ایالات متحده آمریکا قرار دارد و در ارتفاع ۳ متری از سطح دریا واقع شده‌است.